# Schlösschen Hofen
Das Schlösschen Hofen ist ein kleines Landadel-Schlösschen in Hofen, einem Stadtteil der baden-württembergischen Landeshauptstadt Stuttgart im nördlichen Stadtbezirk Mühlhausen. Das schmucklose Barockgebäude ist privat bewohnt und kann nur von außen besichtigt werden.

## Lage und Geschichte

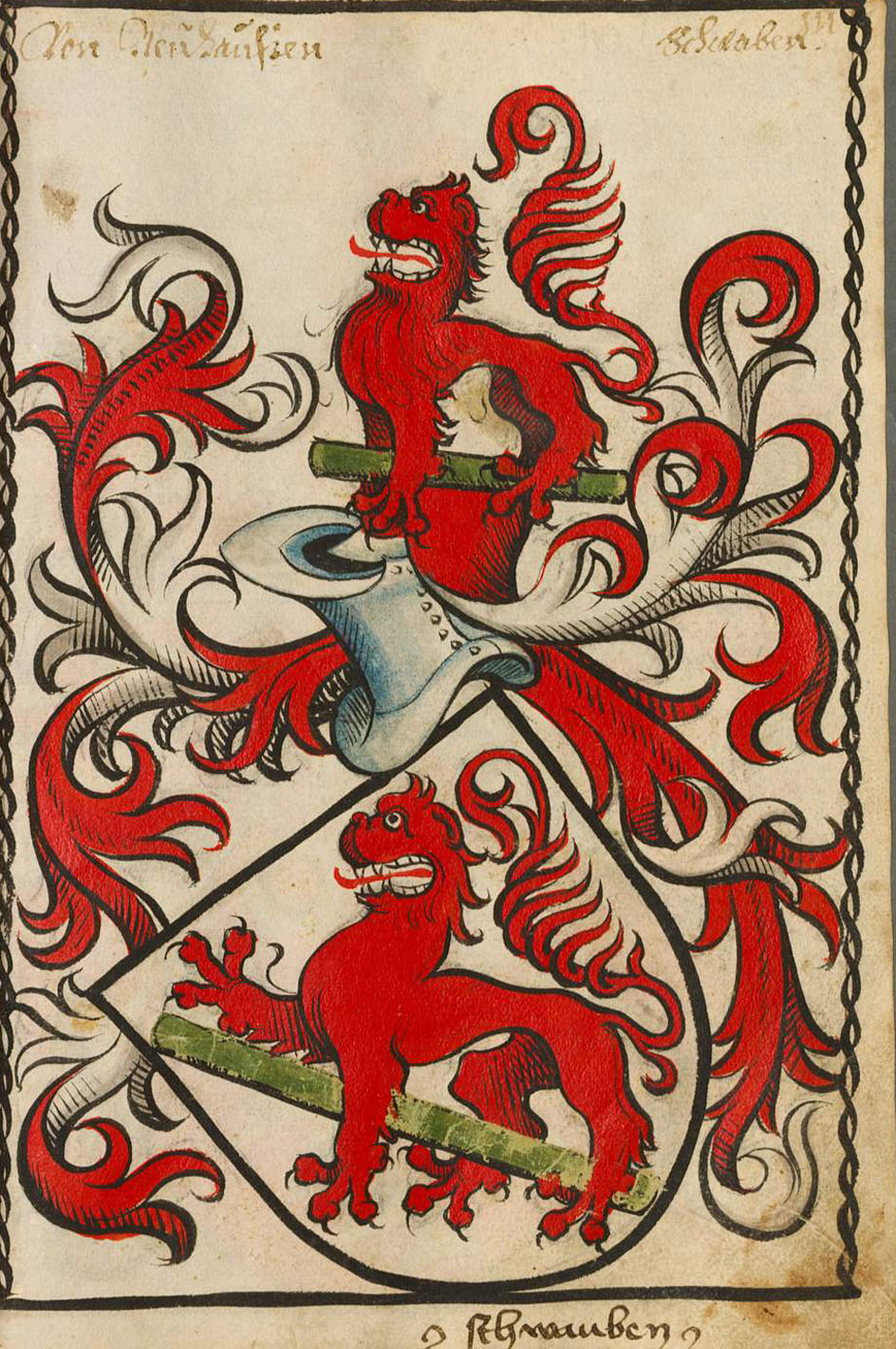
Wappen derer von Neuhausen aus Scheiblers Wappenbuch

Das zweigeschossige, verputzte Schlösschen mit Satteldach befindet sich in der historischen Ortsmitte von Hofen, am östlichen Ende der Scillawaldstraße, Ecke Wolfgangstraße, gleich gegenüber der katholischen Pfarrkirche St. Barbara. Nur etwa 50 Meter nordöstlich erheben sich die mächtigen Ruinen der Burg Hofen, die von den Herren von Hofen bewohnt war.
Nach dem Tode des letzten Edelmanns aus dem Geschlecht von Hofen wurden Burg und Dorf 1369 den Herren von Neuhausen zu Lehen gegeben. Da sich die Herren von Neuhausen nicht der Reformation angeschlossen hatten, gehörte Hofen zu den wenigen katholisch geprägten Orten Alt-Württembergs. Im Dreißigjährigen Krieg (1618 bis 1648) wurde die Burg von den Schweden niedergebrannt und verfiel zu einer Ruine. Zu Beginn des 18. Jahrhunderts errichtete Karl Joseph von Neuhausen das Schlösschen als neues Zentrum der Ortsherrschaft; erstmals erwähnt wurde es 1722. Da das Geschlecht hoch verschuldet war, überließ Karl Josephs Sohn, Freiherr Joseph Athanasius, das Dorf mit allem Zubehör 1753 dem Herzog Carl Eugen von Württemberg für 28.000 Gulden und ein jährliches Leibgeding in Höhe von 300 Gulden. Joseph Athanasius starb 1754. Seine Ehefrau, die Bürgerliche Anna Maria von Neuhausen (geb. Goldner), bewohnte das Schlösschen als Witwensitz noch bis 1763. Nach ihrer Wiederverheiratung ließ Herzog Carl Eugen den Adelssitz in ein katholisches Militär-Waisenhaus umwandeln.